# Haplophyllum broussonetianum
Haplophyllum broussonetianum är en vinruteväxtart som beskrevs av Ernest Saint-Charles Cosson. Haplophyllum broussonetianum ingår i släktet Haplophyllum och familjen vinruteväxter. Inga underarter finns listade i Catalogue of Life.